# 奧特羅縣 (科羅拉多州)
奧特羅縣（英語：Otero County）是美国科羅拉多州東南部的一個縣，面積3,289平方公里。根據2020年美國人口普查，共有人口18,690人。縣治拉洪塔。該縣成立於1899年3月25日。縣名紀念1856至1861年任新墨西哥領地國會代表米格爾·A·奧特羅（Miguel A. Otero）。